# Niels Jonas
Niels Jonas (* 14. März 1943 in Schleswig) ist ein deutscher Jurist, Politikberater und war von 1995 bis 2002 als Staatssekretär Chef der Staatskanzlei des Landes Sachsen-Anhalt unter Ministerpräsident Reinhard Höppner. Dort war er für die Medienpolitik verantwortlich.

## Leben
Jonas ist der jüngste Sohn des Landwirts Heinrich Jonas und dessen Ehefrau Erika, geb. von Patow aus Mallenchen sowie Bruder des Historikers Erasmus Jonas. Er besuchte in Schleswig vom Jahr 1953 bis zum Abitur 1962 das Domgymnasium. Nach dem anschließenden Wehrdienst nahm er das Studium der Rechts- und Staatswissenschaften in Kiel und Marburg auf. Das Studium schloss er 1969 mit dem 1. Staatsexamen. Anschließend absolvierte er in Schleswig-Holstein und Hamburg das Referendariat. Während dieser Zeit ist er im Jahr 1970 Mitglied der SPD geworden, angezogen von Willy Brandts Angebot an die Jugend „Mehr Demokratie wagen“. Unmittelbar nach dem 2. Staatsexamen trat Niels Jonas 1972 in den Hamburgischen Staatsdienst ein. Hier war er in der Anfangszeit in wechselnden Funktionen tätig. Von 1974 bis 1975 arbeitete er in Bonn als Referent in der Hamburger Landesvertretung beim Bund. Anschließend wechselte er in die Senatskanzlei als Referent für Verfassungs- und Medienangelegenheiten und als Geschäftsführer für Angelegenheiten des Deutschen Städtetages. Im Verlauf dieses beruflichen Abschnitts heiratete er 1978 Anke Jonas, geb. Bockwoldt. Aus dieser Ehe stammen zwei Kinder. Wohnsitz der Familie ist Pinneberg bei Hamburg.

## Berufliches Wirken
Seit seinem Referendariat galt das persönliche Interesse von Niels Jonas der Politikberatung an der Nahtstelle von Politik und Verwaltung. Diese Aufgabe der Politikberatung stand für ihn von 1979 bis 1983 in der Hamburger Wirtschaftsbehörde als Leiter der Präsidialabteilung unter Wirtschaftssenator Jürgen Steinert ganz im Vordergrund. Später hatte er in besonderer Weise mit Politikberatung zu tun, als er von 1985 bis 1989 die Leitung der Landesvertretung der Freien und Hansestadt Hamburg beim Bund in Bonn übernahm. Anschließend kehrte er als Leiter des Planungsstabs beim Ersten Bürgermeister der Freien und Hansestadt Hamburg, Henning Voscherau, in die Senatskanzlei nach Hamburg zurück. Diese Aufgabe gab er 1995 auf, als Ministerpräsident Reinhard Höppner ihn zum Chef der Staatskanzlei des Landes Sachsen-Anhalt in Magdeburg berief und zugleich zum Staatssekretär ernannte. Während seiner Zeit als Chef der Staatskanzlei von 1995 bis 2002 war die Regierungsarbeit unter Ministerpräsident Höppner geprägt von dem Status einer Minderheitsregierung, die in der Staatskanzlei besonders hohen Abstimmungs- und Koordinierungsbedarf erforderte, und die in dieser Länge bisher in der Verfassungsgeschichte der Bundesrepublik Deutschland einmalig ist.
Als Chef der Staatskanzlei verantwortete Niels Jonas in Sachsen-Anhalt insbesondere die Medienpolitik. Er hat 1998 maßgeblich an dem Zustandekommen des Staatsvertrags über die Gründung der Mitteldeutschen Medienförderung GmbH mitgewirkt, weil er überzeugt war, dass sich von einer Vernetzung der Medienpolitik der Länder Sachsen, Sachsen-Anhalt und Thüringen zusätzliche Impulse für die gesamte Medienentwicklung in Mitteldeutschland ergeben. In dem Zusammenhang legte Niels Jonas wesentliche Fundamente für den Ausbau der Stadt Halle an der Saale als Medienstandort.
Der Medienpolitik war Niels Jonas von 1995 bis 2002 auch als Mitglied des Fernsehrats des ZDF und von 2001 bis 2012 als Mitglied des Programmbeirats der ARTE Deutschland GmbH in besonderer Weise verbunden.
Daneben galt sein besonderes Interesse der Jonas’schen Familienstiftung in Berlin, dessen Mitgründer 1885 sein Großvater Fritz Jonas war. Von 1986 bis 2009 war Niels Jonas Kurator der Stiftung mit dem vorrangigen Ziel, das kulturelle Erbe im Umfeld der Familie Jonas zu fördern. 15 Jahre – bis 2017 – hat Niels Jonas im Vorstand des Pinneberger Fördervereins Drostei und 12 Jahre – bis 2020 – im Vorstand des Förderkreises des Berliner Museums Knoblauchhaus mitgewirkt. Im Freundeskreises Nicolaihaus Berlin e.V. ist Niels Jonas 2024 als langjähriger stellvertretender Vorsitzender zurückgetreten.

## Veröffentlichungen
- Niels Jonas, „Die Mitwirkung der Länder im Bundesrat“, Landeszentrale für politische Bildung, Hamburg, 1977
- Hartmut Hohlbein/Niels Jonas, „Hamburgs neues Bezirksverwaltungsgesetz“, Landeszentrale für politische Bildung, Hamburg 1978
- Niels Jonas, „Zur Landtagswahl 2002 in Sachsen-Anhalt – eine Nachlese“, Jahrbuch für Politik und Gesellschaft in Sachsen-Anhalt, Mitteldeutscher Verlag, 2003
- Niels Jonas: Der Theologe und Prediger Ludwig Jonas, Freund und Nachlassverwalter von Friedrich Schleiermacher, Schriften des Freundeskreises Nicolaihaus Berlin e.V.,  Band 1, 2019

## Mitwirkung an Publikationen
- „Ilse Jonas – Eine Berliner Malerin“, Herausgeber Jonas’sche Familienstiftung, Wachholtz Verlag, 2008
- Marlies Ebert u. Uwe Hecker „Das Nicolaihaus – Brüderstraße 13 in Berlin“, Herausgeber Stiftung Stadtmuseum Berlin, Nicolai-Verlag, 2006
- „Kultur – Ein langer Weg – Die Geschichte der Landdrostei Pinneberg“, Verfasser Dieter Beig, Herausgeber Förderverein Landdrostei Pinneberg e. V., Wachholtz Verlag, 2007, Neuauflage 2016
- Timo Grunden, „Politikberatung im Innenhof der Macht“, Verlag für Sozialwissenschaften, 2009.